# يوجين دويتش
يوجين دويتش (بالألمانية: Eugen Deutsch)‏ هو رباع ألماني، ولد في 9 نوفمبر 1907 في لودفيغسهافن في ألمانيا، وتوفي في 8 فبراير 1945.

## وصلات خارجية
- يوجين دويتش على موقع أوليمبيديا (الإنجليزية)